# 大眼奇腺尾脂鯉
大眼奇腺尾脂鯉，為輻鰭魚綱脂鯉目脂鯉亞目脂鯉科的其中一個種，分布於南美洲巴拉圭河流域，體長可達2公分，棲息在底中層水域，生活習性不明。